# Casinos
Pour les articles homonymes, voir Casino.
Casinos (en valencien et en castillan) est une commune d'Espagne de la province de Valence dans la Communauté valencienne. Elle est située dans la comarque du Camp de Túria et dans la zone à prédominance linguistique valencienne.

## Géographie

Localisation de Casinos
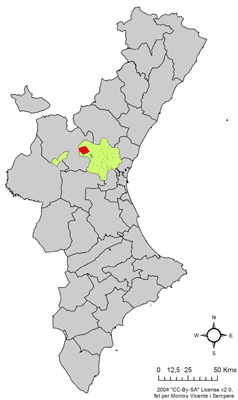
dans la Communauté valencienne.
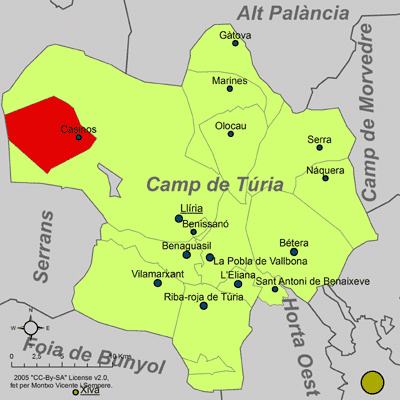
dans la comarque du Camp de Túria.

### Localités limitrophes
Le territoire municipal de est voisin de celui des communes de Llíria et Villar del Arzobispo, toutes deux situées dans la province de Valence.

## Démographie
| 1990  | 1992  | 1994  | 1996  | 1998  | 2000  | 2002  | 2004  | 2005  | 2010 |
| ----- | ----- | ----- | ----- | ----- | ----- | ----- | ----- | ----- | ---- |
| 2.263 | 2.280 | 2.416 | 2.292 | 2.316 | 2.395 | 2.352 | 2.382 | 2.408 | 3100 |

## Administration
Liste des maires, depuis les premières élections démocratiques.
| Législature | Nom du Maire                 | Parti politique |
| ----------- | ---------------------------- | --------------- |
| 1979-1983   | Salvador Espinosa Muñoz      | PSOE            |
| 1983-1987   | Joaquin Espinosa Sancho      | PSOE            |
| 1987-1991   | Joaquin Espinosa Sancho      | PSOE            |
| 1991-1995   | Joaquin Espinosa Sancho      | PSOE            |
| 1995-1999   | José Salvador Murgui Soriano | PP              |
| 1999-2003   | José Salvador Murgui Soriano | PP              |
| 2003-2007   | José Salvador Murgui Soriano | PP              |
| 2007-2011   | Miguel Espinosa García       | PP              |

## Patrimoine

### Gastronomie
Élaboration typique de peladillas et nougats (Turrón de Casinos).

### Sources
- (es) Cet article est partiellement ou en totalité issu de l’article de Wikipédia en espagnol intitulé « Casinos (Valencia) » (voir la liste des auteurs).